# Liste des accidents ferroviaires au Luxembourg
La liste des principaux accidents ferroviaires au Luxembourg est une liste non exhaustive des accidents ferroviaires survenus sur le réseau ferroviaire luxembourgeois.

## Accidents par ordre chronologique

### XIXesiècle
- 7 mai 1870 : Un train de marchandises en perdition à la suite de la perte de ses freins percute un train de voyageurs en gare de Dommeldange, tuant 13 personnes[1].
- 13 mars 1872 : A la gare de Hollerich, deux trains de marchandises entrent en collision, tuant deux personnes[2].
- 21 avril 1873 : A la gare de Goebelsmühle, un train de voyageurs en provenance de Spa entre en collision avec un train de marchandises qui s'y trouve à cause d'une erreur d'aiguillage, blessant six personnes dont deux grièvement[3].
- 18 janvier 1898 : 12 wagons se détachent d'un train de marchandises venant de Bettembourg en direction de Thionville et partent en arrière, venant percuter à Berchem le train de marchandises suivant, causant le déraillement de la majeure partie du train et blessant deux personnes[4].

### XXesiècle
- 22 septembre 1904 : un train vicinal de la ligne de Luxembourg à Remich se dirigeant vers la capitale percute un train de la ligne de Luxembourg à Echternach rentrant au dépôt au niveau de Dernier Sol au sud de Luxembourg, blessant 19 personnes dont 4 grièvement[5].
- 19 mai 1917 : Une locomotive déraille sur la ligne de Diekirch à Vianden entre Bastendorf et Tandel, tuant son machiniste[6].
- 8 juin 1918 : Dans la gare de Kleinbettingen, un train des chemins de fer Prince-Henri perd ses freins et percute un heurtoir. 15 personnes ont été légèrement blessées dont une gymnaste nationale s'étant cassé le pied[7].
- 28 décembre 1920 : Un train de voyageurs en provenance de Pétange entre en collision avec un train de marchandises en provenance de Hollerich à la gare de Leudelange, tuant un conducteur, blessant 10 employés ferroviaires dont cinq grièvement. Quatre passagers ont des commotions cérébrales[8].
- 10 novembre 1970 : Entre Belval-Usines et Belvaux-Soleuvre deux trains de marchandises entrent en collision ; trois personnes sont blessées dont une grièvement[6].
- 23 mai 1973 : Près de Biwer, un train de voyageurs entre en collision avec un train de marchandises à la suite de l'évanouissement de son conducteur[6]. Il y a 2 morts et 5 blessés graves[6].
- 25 novembre 1980 : À la gare de triage de Luxembourg-Zwickau, un camion-citerne contenant de l'essence explose, détruisant le poste d'aiguillage[6]. Gros dégâts matériels, mais aucune victime[6].
- 6 avril 1997 : À la gare de triage de Luxembourg-Zwickau, un train de voyageurs et un train de marchandises entrent en collision à la suite d'une erreur d'aiguillage, tuant le conducteur du train de marchandise et blessant 28 personnes[6].
- 1er décembre 1997 : Un train de voyageurs circulant en direction de Pétange percute un train de voyageurs vide en gare de Hollerich, le bilan est de 60 blessés[6].

### XXIesiècle
- 14 juillet 2006 : Une personne présentant des troubles psychiatriques met le feu à un train régional reliant Luxembourg à Bitbourg, blessant 31 personnes dont 13 grièvement[9].
- 11 octobre 2006 : Accident ferroviaire de Zoufftgen[6].
- 2 juillet 2015 : Un train de voyageurs percute un chargeur sur pneus arrêté le long des voies entre Kautenbach et Ettelbruck, aucun blessé[10].
- 4 mai 2016 : Un train de marchandises percute une nacelle élévatrice en panne sur passage à niveau à Manternach, causant un blessé léger[11].
- 14 février 2017 : Accident ferroviaire de Dudelange[12].